# Hedwig Brenner
Hedwig Brenner (geboren am 27. September 1918 in Czernowitz; gestorben am 23. Januar 2017 in Haifa) war eine deutschsprachige israelische Lexikografin und Schriftstellerin.

## Leben
Hedwig Brenner wurde 1918 als Tochter der Lehrerin Fridl Feuerstein und des Rechtsanwalts Adolph Langhaus im multikulturellen Czernowitz geboren, als dieses noch zum österreichischen Kaiserreich gehörte, in jenem Jahr, in dem die Bukowina nach dem Ersten Weltkrieg an Rumänien fiel.
Als Zehnjährige verlor sie ihren Vater, wurde von Mutter und Großmutter erzogen und konnte die Schule bis zur Matura besuchen. Sie begann an der Universität Wien ein Studium der Kunstgeschichte, musste es als Jüdin aber 1938 nach dem Anschluss Österreichs durch die Nationalsozialisten abbrechen und kehrte nach Czernowitz zurück. 1939 heiratete Hedwig Brenner in Czernowitz den Ingenieur Gottfried Brenner, der in Prag studiert hatte. Gemeinsam gingen sie in das Petrolgebiet nahe Bukarest.
Als junge Frau erlebte sie die politischen und kriegerischen Auseinandersetzungen im Grenzraum zwischen dem nationalsozialistischen Deutschland und der Sowjetunion. Sie wurde Zeugin des Zweiten Weltkriegs von Deportationen in die Vernichtungslager. Bereits 1941 wurde die Nordbukowina durch Rumänien zurückerobert. Es kam zu Massenmorden an Juden, in Czernowitz wurde ein Ghetto eingerichtet. Zehntausende Menschen wurden deportiert und ermordet.
1944 befreite die Rote Armee Czernowitz, die Nordbukowina verblieb bei der Sowjetunion. Verwandte „verschwanden“ in Sibirien, andere verließen das Land und gingen nach England und in die USA, um sich zu retten. Hedwig Brenner und ihr Mann, die das Czernowitzer Ghetto überlebt hatten, wanderten 1945 nach Rumänien aus. Sie gingen sie ins Petrolgebiet nach Ploiești, wo Gottfried Brenner bis zu seiner Pensionierung arbeitete. Die Brenners wurden auch Zeugen der kommunistischen Machtübernahme in den Jahren 1946/47 und der Volksrepublik Rumänien, die in ihrer Anfangszeit mit erneuten antisemitischen Kampagnen einherging.
Nach 1945 wurde Hedwig Brenner Mutter zweier Söhne, besuchte eine Krankenpflege-Schule des Rumänischen Roten Kreuzes und belegte Kurse an einem anatomisch-pathologischen Institut in Bukarest. In der Folge arbeitete sie bis zum Erreichen ihrer Rentenzeit viele Jahre lang als Physiotherapeutin.
130 Ausreiseanträge hatte das Ehepaar an den rumänischen Staat gestellt, die alle abgelehnt wurden. Erst im fortgeschrittenen Rentenalter, 1982, bekamen sie die Genehmigung, mit den bereits erwachsenen Söhnen und den Müttern nach Israel auszuwandern. 1982 emigrierte sie mit ihrer Familie nach Haifa. Erst sehr spät wurde sie Schriftstellerin und Lexikografin. In Israel begann Hedwig Brenner, die Lebensdaten und Lebensgeschichten zahlreicher jüdischer bildenden Künstlerinnen weltweit zu recherchieren, zu sammeln und zu dokumentieren. Sie wollte damit „vielen vergessenen Künstlerinnen ihren Namen und ihre Biografie zurückgeben“. Über 1500 Lebensgeschichten von jüdischen Künstlerinnen liegen bisher vor.
In ihrem 2010 erschienenen Werk Mein altes Czernowitz erklärt Brenner ihre ungebrochene Liebe zur Stadt ihrer Kindheit Czernowitz, die mit zunehmendem Alter stärker und stärker wird. Brenner beschreibt eine in Westeuropa kaum bekannte Stadt kultureller Vielfalt zu Zeiten der Donaumonarchie, später rumänischer Verwaltung, dann kurzzeitiger Sowjetbesetzung oder ukrainischer Regierung: „Der heimatliche Blickwinkel durchzieht sämtliche Zeiten Hedwig Brenners heute fast zweiundneunzigjährigen Lebens. Der Mythos ‚Czernowitz‘ wird bleiben“, so eine Buchbesprechung.
Neben dieser dokumentarischen Arbeit veröffentlichte Hedwig Brenner Feuilletons, Essays und Lyrik in deutscher und rumänischer Sprache in der Schweiz, in Österreich, Rumänien, Israel und den USA.
Sie starb im Januar 2017 im Alter von 98 Jahren in Haifa.

## Auszeichnungen
- 1. März 2012: Verdienstkreuz am Bande der Bundesrepublik Deutschland[4]
- 16. März 2012: Österreichisches Ehrenkreuz für Wissenschaft und Kunst[5]

## Werke (Auswahl)
- mit Erhard Roy Wiehn (Hrsg.): Jüdische Frauen in der Bildenden Kunst. Ein biographisches Verzeichnis. 5 Bände. Hartung-Gorre, Konstanz 1998/2004/2007/2011/2013
- mit Erhard Roy Wiehn (Hrsg.): Jüdische Frauen in Musik und Tanz VI. Ein biographisches Verzeichnis. Hartung-Gorre, Konstanz 2016
- Leas Fluch. Eine Familiengeschichte – ein Zeitdokument 1840–2003. Munda, Brugg 2005
- Mein zwanzigstes Jahrhundert. Munda, Brugg 2006 (Fortsetzung der Familiengeschichte)
- Mein altes Czernowitz. Erinnerungen aus mehr als neun Jahrzehnten 1918–2010. Hartung-Gorre, Konstanz 2010
- Hedwig und Gottfried Brenner: Zum Andenken und Nachdenken. Kurzgeschichten, Lyrik und Malerei aus Czernowitz und Israel. Hartung-Gorre, Konstanz 2011
- Begegnungen mit Menschen und Städten 1919-2014. Hartung-Gorre, Konstanz 2015